# Temple of the Absurd
Temple of the Absurd war eine deutsche Thrash-Metal-Band um die Sängerin Sabina Classen.

## Bandgeschichte
Temple of the Absurd wurde 1993 von Sabina Classen mit dem Gitarristen Schrödey gegründet. Bald darauf stießen der Bassist Robert „Ozzy“ Frese und später der E-Gitarrist Phil Vogelbein sowie der Schlagzeuger Mike Rech zur Band. In den Stage One Studios wurde ein erstes, selbstbetiteltes Demo aufgenommen. Bereits im gleichen Jahr spielte die Band ein Konzert auf dem Dynamo Open Air. 1995 erschien das Debütalbum Absurd, zuerst im Selbstverlag, später bei Warner Music. 1997 verließ Mike Rech Temple of the Absurd aus gesundheitlichen Gründen, kurz darauf stiegen auch Phil Vogelbein und Robert Freese aus. 1999 erschien das letzte Album Mother, Creator, God mit Bassist Maurer und Schlagzeuger Markus „Big M.“ Corby. Im Jahr 2000 löste sich die Band nach einem Unfall von Sabina Classen und der Wiederbelebung von Classens Hauptband Holy Moses auf, während Schrödey 2019 sein BLACK WATER COMPLEX gründet und seit 2022 regelmäßig Singles veröffentlicht.

## Diskografie
- 1993: Temple of the Absurd (Demo)
- 1995: Absurd (Album)
- 1999: Mother, Creator, God (Album)